# Harshavardhan Neotia
Harshavardhan Neotia (geboren am 19. Juli 1961) ist Chairman (Vorstandsvorsitzender) der Ambuja Neotia Group, einem Unternehmen der Bauindustrie mit Sitz in Kalkutta. Er ist Miteigentümer von Atletico de Kolkata, einem Fußballclub der Indian Super League, zusammen mit Cricket-Legende Sourav Ganguly, Atlético Madrid, Sanjeev Goenka, Utsav Parekh und Santosh Shaw. Darüber hinaus ist er u. a. Mitglied des Stiftungsrats der Arts Acre Foundation, die ein großes Kunstzentrum mit Museen, Galerien, Ateliers, Werkstätten und Wohnungen für bildende Künstler in Kolkata-Newtown betreibt.